# Jonél Kalinczuk

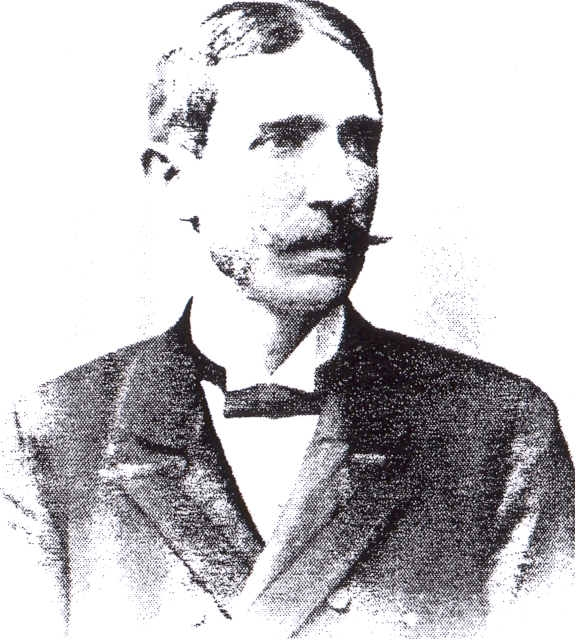
Jonél Kalinczuk

Jonél Kalinczuk Ritter von Chominski (* 8. Oktober 1856 in Boroutz, Bukowina; † 2. November 1934 in Wien) war ein österreichischer Arzt und Schriftsteller.

## Leben
Kalinczuks Vater war Priester der Ukrainischen Griechisch-Katholischen Kirche und Professor für Pastoraltheologie. Er besuchte die Volksschule in seiner Heimatgemeinde und das k.k. I. Staatsgymnasium Czernowitz, das er 1875 mit der Matura abschloss. Anschließend begann er an der Franz-Josephs-Universität ein Theologiestudium. 1878 wechselte er an die Universität Wien, wo er im folgenden Jahrzehnt Philosophie und Medizin studierte und am 24. März 1888 zum Dr. med. promovierte. 1889 ließ er sich als Kurarzt im böhmischen Marienbad nieder. Ende 1928 übernahm er das Amt eines Generalkonsuls des neugegründeten Königreiches Großrumänien. Überdies wurde er Mitglied der Rumänischen Akademie. Nach dem Tod seiner Frau zog er 1934 nach Wien, wo er noch im selben Jahr starb. Kalinczuk war Mitglied des Corps Alemannia Czernowitz, des Corps Saxonia Wien (1878) und des Akademischen Corps Teutonia zu Graz (1883).
Kalinczuk galt als einer der talentiertesten Lyriker der Bukowina, dessen Empfindungswelt gedanklich und thematisch jener von Nikolaus Lenau nahestand. Auch Einflüsse von Mihai Eminescu sind erkennbar. Für Alfred Kittner war er der „rumänische Chamisso“.

## Werke
- Die Glocken von Boruti. Dichtung, Wien 1908.
- Clopotele din Boruti, 1927 (rumänische Übersetzung von Die Glocken von Boruti)
- Traumland, Wien: Krystall-Verlag 1933, 2. Aufl. 1934.